# Royal Academy of Music
A londoni Royal Academy of Music zenei konzervatórium, amely 1999 óta a Londoni Egyetem karaként működik.

## Története
Az Akadémiát Westmorland grófja alapította 1822-ben Nicolas Bochsa francia hárfaművész és zeneszerző ötlete nyomán, és 1830-ban IV. György brit király jóváhagyását is megkapta. Az intézmény első székhelye a Tenterden Streeten, a Hanover Square- en  volt, majd 1911-ben átköltözött a Marylebone Roadra, London központjába, a Regent's Park közelébe.

## Felépítése
Az Akadémia helyiségeihez tartozik még egy négyszázötven személyes koncertterem, a Duke's Hall.
Könyvtára
A könyvtár több mint 160 000 kötetet tartalmaz, köztük fontos kéziratokat és nyomtatott partitúrákat. A legfontosabb kéziratok közé tartoznak Purcell: A tündérkirálynő, Gilbert és Sullivan: A Mikádó, Vaughan Williams: Fantázia a Thomas Tallis témájában és a Serenade to Music, valamint a Gloria művei.

## Fordítás
- Ez a szócikk részben vagy egészben  a   Royal Academy of Music című olasz Wikipédia-szócikk ezen változatának fordításán alapul.  Az eredeti cikk szerkesztőit annak laptörténete sorolja fel. Ez a jelzés csupán a megfogalmazás eredetét és a szerzői jogokat jelzi, nem szolgál a cikkben szereplő információk forrásmegjelöléseként.

## Kapcsolódó elemek
- Royal College of Music – egy másik rangos londoni konzervatórium, amely Kensingtonban található.
- London College of Music – egy másik történelmi londoni konzervatórium.
- Guildhall School of Music and Drama – zenei és drámai művészeti akadémia Londonban.

## Egyéb projektek
- Wikimedia Commons contiene immagini o altri file su Royal Academy of Music